# Pyrrosia penangiana
Pyrrosia penangiana är en stensöteväxtart som först beskrevs av William Jackson Hooker, och fick sitt nu gällande namn av Holtt. Pyrrosia penangiana ingår i släktet Pyrrosia och familjen Polypodiaceae. Inga underarter finns listade.